# Iglesia de San Andrés (Berrobi)
La iglesia de San Andrés es un inmueble de la localidad española de Berrobi, en la provincia de Guipúzcoa.

## Descripción
El edificio se encuentra en la localidad española de Berrobi, perteneciente a la provincia de Guipúzcoa, en la comunidad autónoma del País Vasco. Se menciona como iglesia parroquial del lugar en el Diccionario histórico-geográfico-descriptivo de los pueblos, valles, partidos, alcaldías y uniones de Guipúzcoa (1862) de Pablo de Gorosábel, donde aparece descrita con las siguientes palabras:

La poblacion se reduce á un conjunto de varias casas aisladas al rededor de la plaza, donde existe la consistorial. Al frente de esta se halla la iglesia parroquial de la advocacion de San Andrés apóstol, servida por un rector; pues aunque tiene un beneficio, se halla vacante. El patronato de ella corresponde al mismo lugar, cuyos propietarios de casas hacen la presentacion de la rectoría.
(Gorosábel, 1862, p. 112)